# Brun xứ Sachsen
Brun, còn được gọi là Bruno hay Braun (k. 830/840  –   2 tháng 2 năm 880), là Công tước xứ Sachsen từ năm 866 cho đến khi qua đời. Ông là thành viên của Vương triều Otto.

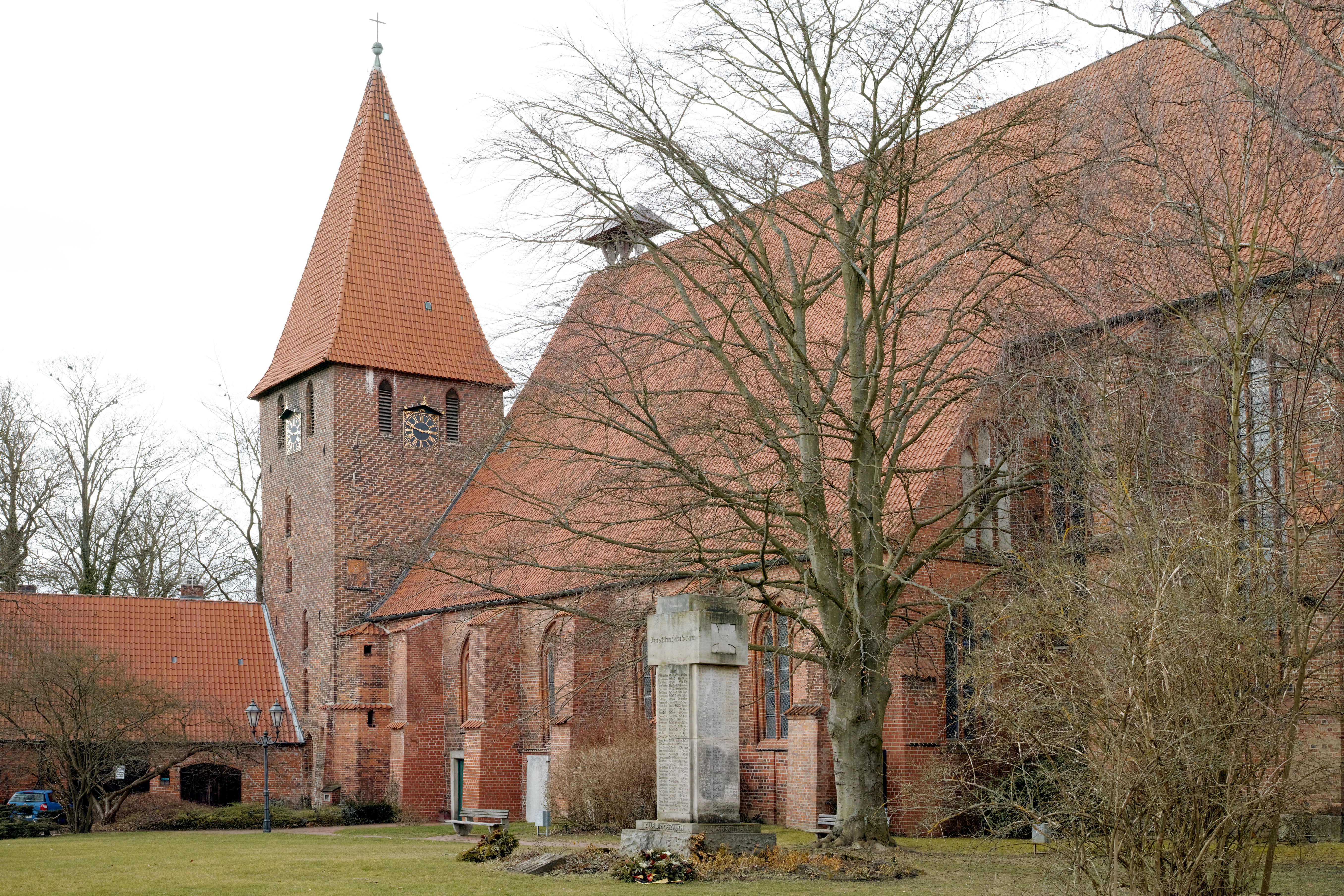
Tu viện Ebstorf